# جسر سان ماتيو-هايوارد

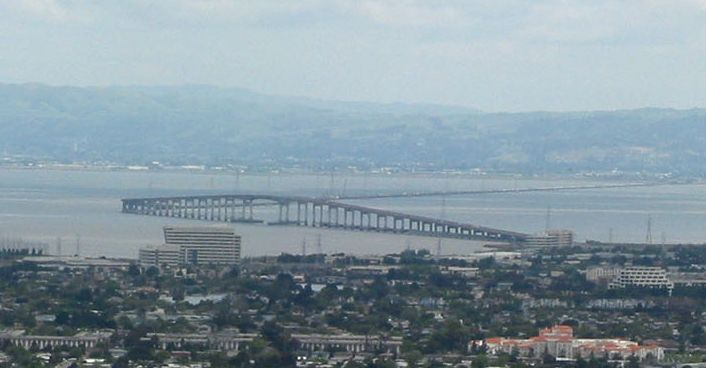
جسر سان ماتيو-هايوارد

جسر سان ماتيو-هايوارد جسر يقع في خليج سان فرانسيسكو بالولايات المتحدة الأمريكية، يصل بين مدينتي هايوارد وفوستر سيتي (بمقاطعة سان ماتيو، كاليفورنيا).